# Honea Path
Honea Path is een plaats (town) in de Amerikaanse staat South Carolina, en valt bestuurlijk gezien onder Abbeville County en Anderson County.

## Demografie
Bij de volkstelling in 2000 werd het aantal inwoners vastgesteld op 3504.
In 2006 is het aantal inwoners door het United States Census Bureau geschat op 3615, een stijging van 111 (3,2%).

## Geografie
Volgens het United States Census Bureau beslaat de plaats een oppervlakte van
9,0 km², geheel bestaande uit land. Honea Path ligt op ongeveer 240 m boven zeeniveau.

## Plaatsen in de nabije omgeving
De onderstaande figuur toont nabijgelegen plaatsen in een straal van 16 km rond Honea Path.